# Ferroviaire interurbaine Hangzhou-Haining
La ferroviaire interurbaine Hangzhou-Haining (en chinois: 杭州至海宁城际铁路, en anglais : Hangzhou-Haining Intercity Rail) est une ligne ferroviaire interurbaine qui relie Hangzhou et Haining (une ville-district de Jiaxing) en province de Zhejiang, République populaire de Chine. La ligne fait 46,38km de long, comprenant 12 stations avec une vitesse maximale autorisée de 120km/h. 

## Histoire
Opéré par CICO Zhejiang, la ligne est ouvert le 28 juin 2021. 

## Tarifs
Les tarifs pour la ligne commencent à ¥2 pour un trajet de 4 km (2,485 mi) ou moins. Pour les trajets entre 4 et 12 km (2,485 et 7,456 mi), chaque 4 km supplémentaires (2,485 mi) ou moins coûtent ¥1. Pour les trajets entre 12 et 24 km (7,456 et 14,913 mi), chaque 6 km supplémentaires (3,728 mi) ou moins coûtent ¥1. Pour les trajets de plus de 24 km (14,913 mi), chaque 8 km supplémentaires (4,971 mi) coûtent ¥1. Un trajet sur toute la ligne de la station Linpingnan Railway Station à la station International Campus, ZJU coûte ¥9.
Les cartes de tarif du métro de Hangzhou et du métro de Shaoxing ainsi que le code de trajet du métro de Hangzhou et de Shaoxing peuvent être utilisés sur la ligne. Il est possible d’acheter un billet de n’importe quelle station de métro à Hangzhou ou Shaoxing directement vers une station sur la ferroviaire interurbaine Hangzhou-Haining, car les passagers ne passent pas par les portiques de billetterie lorsqu’ils transfèrent à la gare de Linpingnan. Cependant, les réductions de carte de tarif du métro de Hangzhou et les passes journalières ne sont pas valables sur la ferroviaire interurbaine Hangzhou-Haining.

## Tracé
La ferroviaire interurbaine Hangzhou-Haining commence dans le district de Linping à Hangzhou à la station de métro de la gare de Linpingnan, qui relie la ligne à la ligne 9 (anciennement la branche de Linping de la ligne 1) du métro de Hangzhou et constitue la seule connexion de la ligne avec le métro de Hangzhou. La ligne commence souterraine dans son premier tunnel (sur trois tunnels) parallèle au chemin de fer à grande vitesse Shanghai-Hangzhou et se poursuit vers l’est sous terre, où elle émerge et monte sur un viaduc avant d’atteindre la station de Xucun. La ligne continue vers l’est, en parallèle au chemin de fer à grande vitesse Shanghai-Hangzhou, jusqu’à ce qu’elle atteigne la gare de Hainingxi, où les passagers peuvent transférer à la station de chemin de fer à grande vitesse du même nom, qui est parallèle à la station de chemin de fer interurbain Hangzhou-Haining.
Après la gare de Hainingxi, la ligne entre dans son deuxième tunnel, où elle s’écarte du chemin de fer à grande vitesse Shanghai-Hangzhou. La ligne remonte ensuite sur un viaduc et atteint la ville de Chang’an, où elle effectue plusieurs arrêts. Après Chang’an, la ligne atteint la station de Zhouwangmiao, qui contient la première des deux boucles de dépassement de la ligne pour les trains express. Le train traverse la campagne rurale jusqu’à ce qu’il atteigne la station de Yanguan, située au nord du parc de visionnage des marées de la ville de Yanguan.
La ligne passe ensuite par le dépôt de Yanguan, situé au nord des voies, qui stocke et entretient la flotte de trains utilisée sur la ligne, et la station de l’autoroute Tongjiu, une station sur une route qui mène vers le nord à Tongxiang. À la station de Xieqiao, la ligne atteint sa deuxième et dernière boucle de dépassement pour les trains express.
Arrivant dans le centre-ville de Haining, la ligne descend dans son troisième et dernier tunnel, effectuant trois derniers arrêts à Leather City, Haichang Road et International Campus, ZJU, tous trois situés sous terre. Les voies de garage, qui sont utilisées pour inverser les trains, s’étendent sur quelques centaines de mètres après la station International Campus, ZJU, se terminant juste avant d’atteindre le campus du même nom de la station.

## Caractéristiques

### Ligne
·Longueur:  46,38km
·Nombre de station:  12
·Écartement de voie:  1.435mm
·Dépôt(s):  Yanguan

### Stations
| Section | Stations                                                                  | Stations                                    | Correspondance              | Lieu              | Date d'ouverture     |
| Section | Traduction français                                                       | Nom officiel                                | Correspondance              | Lieu              | Date d'ouverture     |
| ------- | ------------------------------------------------------------------------- | ------------------------------------------- | --------------------------- | ----------------- | -------------------- |
| 1(I)    | Gare du Linping-Sud TGV                                                   | 临平南高铁站 Linpingnan Railway Station     | Ligne 9 (métro de Hangzhou) | Linping, Hangzhou | 28 juin 2021         |
| 1(I)    | Xucun                                                                     | 许村 Xucun                                  | -                           | Haining, Jiaxing  | 28 juin 2021         |
| 1(I)    | Gare de Haining-Ouest TGV                                                 | 海宁高铁西站 Hainingxi Railway Station      | -                           | Haining, Jiaxing  | 28 juin 2021         |
| 1(I)    | Chang'an (Campus Dongfang, Université de finance et économie de Zhejiang) | 长安 (东方学院) Chang'an (Dongfang College) | -                           | Haining, Jiaxing  | 28 juin 2021         |
| 1(I)    | Chang'an-Est                                                              | 长安东 Chang'an East                        | -                           | Haining, Jiaxing  | 28 juin 2021         |
| 1(I)    | Zhouwangmiao                                                              | 周王庙 Zhouwangmiao                         | -                           | Haining, Jiaxing  | 28 juin 2021         |
| 1(I)    | Yanguan                                                                   | 盐官 Yanguan                                | -                           | Haining, Jiaxing  | 28 juin 2021         |
| 1(I)    | Autoroute Tongxiang-Yanguan Jiuliqiao                                     | 桐九公路 Tongjiu Highway                    | -                           | Haining, Jiaxing  | 28 juin 2021         |
| 1(I)    | Xieqiao                                                                   | 斜桥 Xieqiao                                | -                           | Haining, Jiaxing  | 28 juin 2021         |
| 1(I)    | Ville de cuir                                                             | 皮革城 Leather City                         | -                           | Haining, Jiaxing  | 28 juin 2021         |
| 1(I)    | Rue Haichang                                                              | 海昌路 Haichang Road                        | -                           | Haining, Jiaxing  | 28 juin 2021         |
| 1(I)    | Campus International, Université de Zhejiang                              | 浙大国际校区 International Campus, ZJU      | -                           | Haining, Jiaxing  | 28 juin 2021         |
| 2(II)   | Biyun                                                                     | 碧云 Biyun                                  | -                           | Haining, Jiaxing  | N'est pas en service |

## Exploitation

### matériel roulant

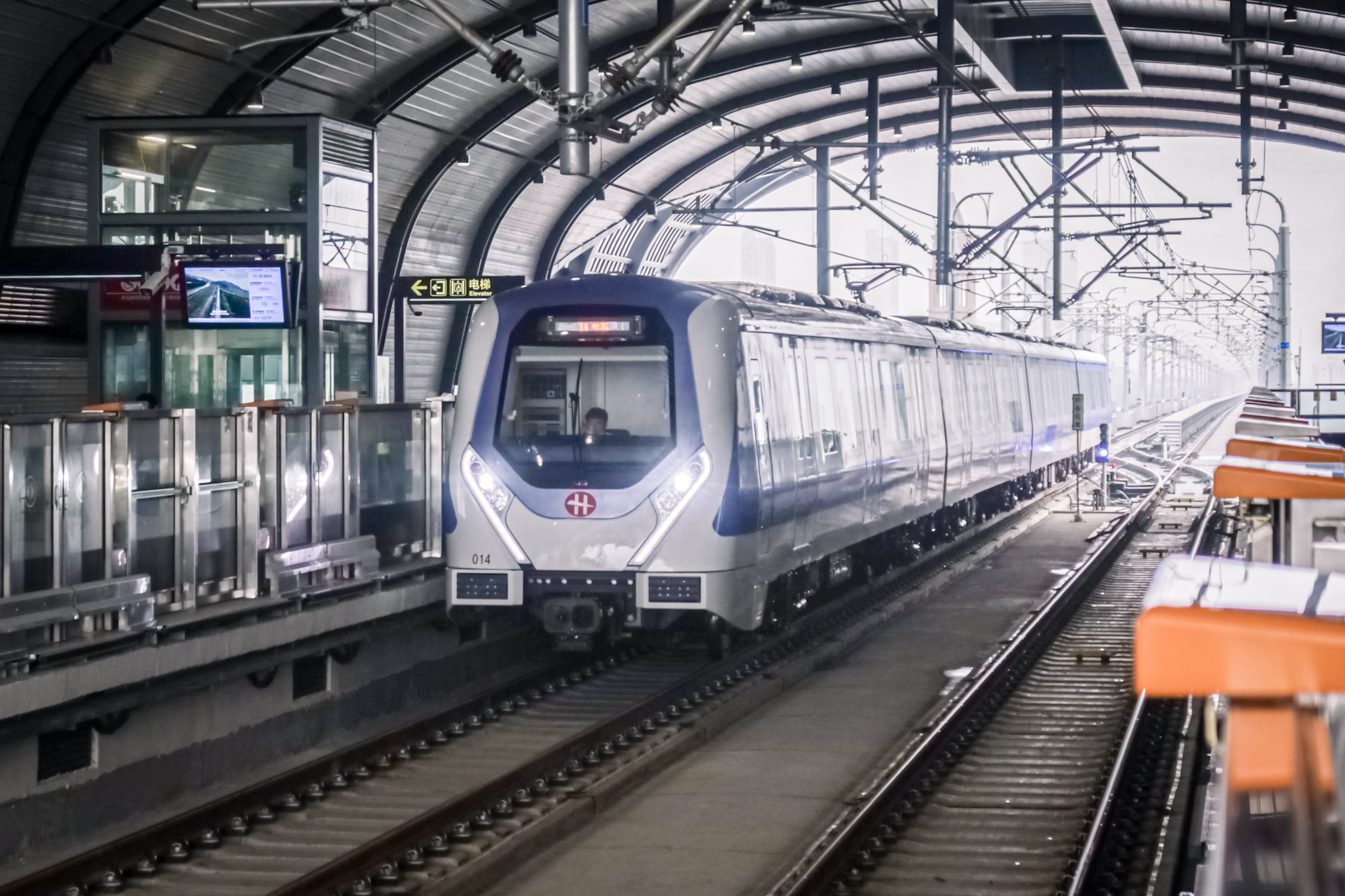
Le rame de la ligne inteurbaine Hangzhou-Haining à station Chang'an (Oriental College)

·Fabricant:  CRCC Nankin Puzhen
·Formation:  4 voitures, type B
·Taille(LxWxH):  19,0m*2,88m*3,8m
·Alimentation:  Caténaire,1,5KV CC 
·Vitesse maximale:  120km/h